# Goonhavern
Goonhavern – wieś w Anglii, w Kornwalii. Leży 40 km na północny wschód od miasta Penzance i 373 km na zachód od Londynu. Miejscowość liczy 1060 mieszkańców.